# 김경익 (배우)
김경익(1968년 7월 9일 ~ )은 대한민국의 배우이다.

## 학력
- 홍익대학교 독어독문학 (학사)

## 출연작

### 영화
- 《소설가 구보의 하루》 (2021년) - 기영 역
- 《용루각2: 신들의 밤》 (2021년) - 김 의원 역
- 《태백권》 (2020년) - 박대호 역
- 《살아남은 아이》 (2018년) - 오현규 역
- 《포크레인》 (2017년) - 농부 동기 역
- 《장기왕: 가락시장 레볼루션》 (2017년) - 장씨아저씨 역
- 《나와 함께 블루스를》 (2015년) - 반장 역
- 《인 허 플레이스》 (2014년)
- 《관계》 (2014년) - 영웅 역
- 《마이 라띠마》 (2013년) - 상림 역
- 《사물의 비밀》 (2011년) - 남편 역
- 《블라인드》 (2011년) - 의사 2 역
- 《꽃님이》 (2010년) - 매니저 역
- 《돌이킬 수 없는》 (2010년) - 은애 부 역
- 《평행 이론》 (2010년) - 한상준 역
- 《딱정벌레》 (2009년) - 명진 역
- 《장례식의 멤버》 (2009년) - 어린 준기 코치 역
- 《이상한 나라의 바툼바》 (2008년)
- 《헨젤과 그레텔》 (2007년) - 영식 역
- 《이브의 유혹》 (2007년) - 영훈 역
- 《우아한 세계》 (2007년) - 희순 선생님 역
- 《타짜》 (2006년) - 빨찌산 역
- 《천하장사 마돈나》 (2006년) - 진철 역
- 《남극일기》 (2005년) - 양근찬 역
- 《오구》 (2003년) - 용택 / 저승사자 2 역
- 《하얀 방》 (2002년) - 상운 역
- 《박하사탕》 (2000년) - 박명식 역
- 《아쿠아 레퀴엠》 (1999년)
- 《처녀들의 저녁식사》 (1998년) - 마티즈 사내 역
- 《눈물》 (1998년)

### 드라마
- 《아이돌마스터.KR - 꿈을 드림》 (2017년, SBS funE) - 심사위원 PD 역
- 《마이 올드 프렌드》 (2016년, 네이버 TV캐스트) - 태호 역
- 《KBS 드라마 스페셜 - 진진》 (2013년, KBS2) - 담임선생님 역
- 《KBS 드라마 스페셜 - 그 남자가 거기 있다》 (2011년, KBS2) - 정민석 역
- 《나쁜남자》 (2010년, SBS) - 건욱의 아버지 역
- 《마왕》 (2007년, KBS2) - 성준표 역
- 《KBS 드라마시티 - 그들의 진실》 (2006년, KBS2) - 오중배 역

## 수상
- 2001년 동아연극상 작품상